# René Schneider
O General René Schneider Chereau (31 de dezembro de 1913 - 25 de outubro de 1970) foi o Comandante-em Chefe das Forças Armadas chilenas no período da eleição de Salvador Allende à presidência do Chile, durante o qual foi assassinado numa tentativa desastrada de sequestro, atribuída ao Projeto Fubelt. O escândalo e a revolta provocada por seu assassinato ajudou Salvador Allende a ser confirmado pelo Congresso Nacional dois dias depois. Scheinder criou a doutrina de mútua exclusão político-militar, que se tornou conhecida como a "Doutrina Schneider". Considerado um militar constitucionalista, seu assassinato gerou um repúdio generalizado na nação chilena.
Antes do golpe em 1973, o General Pinochet faria um tributo ao General Schneider que havia sido morto, disse: "[morreu] porque defendeu nossas instituições democráticas... e os princípios constitucionais e legais que todo militar jura respeitar e obedecer". Durante os anos iniciais de sua ditadura, Pinochet perdoou os assassinos de Schneider.

## Envolvimento dos Estados Unidos
Um grupo de trabalho da CIA foi criado especificamente em Langley, Virginia para criar uma política de "dois trilhos" (Two Track, ou Track II, ou Projeto Fubelt). Uma delas era a política ostensiva e diplomática oficial, e a outra - desconhecida pelo Departamento de Estado e pelo embaixador norteamericano no Chile Edward Korry - consistia numa estratégia de desestabilização, sequestros e assassinatos, concebidos para provocar um golpe militar no Chile.
Em 15 de outubro de 1970 Henry Kissinger foi informado de que um general chileno chamado Roberto Viaux, extremista de ultradireita, ligado ao grupo terrorista quasi-fascista Patria y Libertad, tinha planos de desafiar os resultados eleitorais, e que estava disposto a receber ajuda da organização secreta nortemericana para "remover" o general Schneider. Kissinger autorizou o Track II a fornecer as metralhadoras utilizadas no atentado que matou Schneider.